# Mission: Impossible (film)
A Mission: Impossible 1996-os amerikai akciófilm, mely az először 1966-ban bemutatott Mission: Impossible című tévésorozat alapján készült. Rendezője Brian De Palma, a főszerepeket pedig Tom Cruise, Jon Voight, Emmanuelle Béart, Henry Czerny, Jean Reno, Ving Rhames és Vanessa Redgrave alakítják. A film azután jött létre, hogy  Tom Cruise, aki állítólag nagy rajongója volt a sorozatnak megvette a sorozat jogait, hogy saját maga játssza el a főszerepet is, ahogy a későbbi folytatásokban is. A produkció jelentős anyagi sikert is elkönyvelhetett.

## Cselekmény
A film elején a sorozatból már ismerős helyzet fogad: az IMF ügynökei, Jim Phelps és csapata megbízást kapnak, hogy Prágában, az amerikai nagykövetségen tartózkodó egykori orosz kémtől szerezzenek meg egy listát, ami a CIA beépült ügynökeinek neveit tartalmazza, és amit az illető jó pénzért el akar adni. Az akció látszólag simán alakul, ám a végrehajtás közben a csapat minden tagja meghal, kivéve Ethan Hunt ügynököt, aki azonnal értesíti a feletteseit a történtekről. Hamar kiderül, hogy nem szokványos akcióról volt szó: a lista csak ürügy volt, hogy kifüstöljenek egy árulót, aki már évek óta információkat szivárogtat az ügynökségtől, és mivel Hunt úszta meg a kalandot egyértelműnek tűnik, hogy ő az áruló. Hunt azonban nem adja olcsón a bőrét, elmenekül és nekilát kideríteni ki a valódi áruló és mire készül. Sikerül is felvennie a kapcsolatot Maxszal, a vevővel, aki hajlandó kiadni az árulót, ha cserébe megkapja a teljes valódi ügynöklistát. Ehhez azonban Huntnak be kell törnie a CIA főhadiszállására és a központi gépből lementeni az adatokat. Az akcióhoz segítőket is verbuvál pár kiugrott ügynök személyében, hogy a segítségükkel megszerezze a listát, de menet közben rá kell jönnie, hogy többen kettős játékot űzve rejtegetik a valódi szándékaikat...

## Szereplők
| Szerep           | Színész              | Magyar hang      |
| ---------------- | -------------------- | ---------------- |
| Ethan Hunt       | Tom Cruise           | Rékasi Károly    |
| Jim Phelps       | Jon Voight           | Ujréti László    |
| Claire Phelps    | Emmanuelle Béart     | Kováts Adél      |
| Eugene Kittridge | Henry Czerny         | Dörner György    |
| Franz Krieger    | Jean Reno            | Szakácsi Sándor  |
| Luther Stickell  | Ving Rhames          | Vass Gábor       |
| Sarah Davies     | Kristin Scott Thomas | Timkó Eszter     |
| Max              | Vanessa Redgrave     | Tímár Éva        |
| Jack Harmon      | Emilio Estevez       | Selmeczi Roland  |
| William Donloe   | Rolf Saxon           | Melis Gábor      |
| Frank Barnes     | Dale Dye             | Gruber Hugó      |
| Hannah Williams  | Ingeborga Dapkunaite | Prókai Annamária |

## Visszhang
Az eredeti sorozat szereplőinek nem tetszett a film. Peter Graves, aki a sorozatban játszotta Jim Phelps-et különösen azt sérelmezte, hogy a karakteréből árulót csináltak, főleg emiatt nem vállalta a szereplést a mozifilmben. Greg Morris, a sorozat másik szereplője felháborodottságában a film vége előtt ott is hagyta a mozitermet. A kritikák közül volt aki dicsérte, és volt aki szerint közepes, átlagos film volt, emellett kitértek a cselekmény kissé túlbonyolított mivoltára is.

## Fordítás
- Ez a szócikk részben vagy egészben  a   Mission: Impossible (film) című angol Wikipédia-szócikk fordításán alapul.  Az eredeti cikk szerkesztőit annak laptörténete sorolja fel. Ez a jelzés csupán a megfogalmazás eredetét és a szerzői jogokat jelzi, nem szolgál a cikkben szereplő információk forrásmegjelöléseként.